# 땐뽀걸즈 (드라마)
《땐뽀걸즈》는 KBS 2TV에서 2018년 12월 3일부터 2018년 12월 25일까지 방송된 월화드라마이다.

## 기획 의도
구조 조정이 한창인 쇠락하는 조선업의 도시 거제에서 '댄'스 스'포'츠를 추는 특성화 고교생들의 이야기를 그린 성장 드라마.

## 등장 인물

### 주요 인물
- 김갑수 : 이규호 선생님 역 - 땐뽀반 지도 교사
- 장동윤 : 권승찬 역 - 타고난 내향성의 소유지만, ‘사내애가 왜 그렇게 숫기가 없냐’는 아버지의 가르침에, 후천적 외향성을 지님
- 박세완 : 김시은 역 (아역 : 김시은)
- 이주영 : 박혜진 역 (아역 : 김린우)

### 땐뽀반
- 주해은 : 양나영 역 - 사랑받을 수 없는 관종. 자칭 여신
- 신도현 : 이예지 역 - 한때 유도 유망주였지만 뜻하지 않은 부상을 당해 그만둠
- 이유미 : 김도연 역 - 보기 드문 돌머리 듀오
- 김수현 : 심영지 역 - 보기 드문 돌머리 듀오
- 문혜인 : 땐뽀단장 역 - 규호쌤과 함께 땐뽀반을 이끌어온 단장
- 장이정 : 민주 역 - 땐뽀반 1학년 학생들
- 홍승희 : 김주현 역 - 땐뽀반 1학년 학생들

### 거제여상
- 장성범 : 한동희 역 - 남몰래 서울임용고시를 준비하는 영어 교사
- 박수영 : 교감선생님 역 (특별 출연)

### 그 외 인물
- 김선영 : 박미영 역 - 시은의 어머니. 한때 대웅조선소 본사 용접공이었으나 2015년에 시작된 불황과 함께 정리해고를 당함
- 송지인 : 김시라 역 - 시은의 언니
- 장현성 : 권동석 역 - 승찬의 아버지. 대웅조선소 인사담당
- 연제형 : 이태선 역 - 시은의 롤모델이 되는 영화학과 학생
- 이청미
- 손성찬
- 이상민
- 손동화
- 장원진
- 김민경
- 신민경
- 강혜경
- 이성일
- 권혁범
- 배성일
- 김용호
- 김해웅
- 문호진
- 손우현
- 정영현
- 한재하

### 특별 출연
- 문숙 : 혜진의 할머니 역
- 이도연

## 시청률
최저 시청률과 최고 시청률은 시청률 조사회사와 지역별로 시청률에 차이가 있을 수 있습니다.
| 2018년 | 2018년    | 2018년         | 2018년       | 2018년         | 2018년       |
| 회차   | 방송일    | TNmS 시청률    | TNmS 시청률  | AGB 시청률     | AGB 시청률   |
| 회차   | 방송일    | 대한민국(전국) | 서울(수도권) | 대한민국(전국) | 서울(수도권) |
| ------ | --------- | -------------- | ------------ | -------------- | ------------ |
| 제1회  | 12월 3일  | 4.0%           | %            | 2.7%           | %            |
| 제2회  | 12월 3일  | 3.8%           | %            | 3.5%           | %            |
| 제3회  | 12월 4일  | 3.0%           | %            | 2.5%           | %            |
| 제4회  | 12월 4일  | 3.2%           | %            | 2.9%           | %            |
| 제5회  | 12월 10일 | 2.0%           | %            | 1.7%           | %            |
| 제6회  | 12월 10일 | 1.9%           | %            | 2.0%           | %            |
| 제7회  | 12월 11일 | 2.5%           | %            | 2.3%           | %            |
| 제8회  | 12월 11일 | 2.9%           | %            | 2.3%           | %            |
| 제9회  | 12월 17일 | 2.2%           | %            | 2.1%           | %            |
| 제10회 | 12월 17일 | 2.1%           | %            | 2.2%           | %            |
| 제11회 | 12월 18일 | 2.5%           | %            | 1.7%           | %            |
| 제12회 | 12월 18일 | 2.6%           | %            | 2.1%           | %            |
| 제13회 | 12월 24일 | %              | %            | 1.9%           | %            |
| 제14회 | 12월 24일 | %              | %            | 2.0%           | %            |
| 제15회 | 12월 25일 | %              | %            | 2.0%           | %            |
| 제16회 | 12월 25일 | %              | %            | 2.5%           | %            |

## 참고 사항
- 본 드라마는, 동명의 다큐멘터리를 원작으로 하고 있으므로, 《동네변호사 조들호 2: 죄와 벌》이 당초 2018년 12월 3일에 방영할 예정이었지만, 2018 KBS 연기대상 수상식 준비 관계로, 편성 공백을 메우기 위해, 본 작품이 우선 편성된 것이다.
- 동시간대 드라마인 MBC 문화방송의 월화미니시리즈 '나쁜 형사'가 살인을 암시하는 포악한 장면 등 폭력성 시비 문제가 간접적으로 거론되어, 지상파 방송의 특성상, 논란의 소지가 많다는 특징 때문에, 본 작품의 시청률이 한자릿수로 오락가락했다.

## 수상 경력
- 2018년 KBS 연기대상 ... 연작 단막극 상 (장동윤)
- 2018년 KBS2 KBS 연기대상 ... 여자 신인상 (박세완)

## 동시간대 드라마
- MBC 월화 미니시리즈

《나쁜 형사》 (2018년 12월 3일 ~ 2019년 1월 29일)
- SBS 월화 미니시리즈

《사의 찬미》 (2018년 11월 27일 ~ 2018년 12월 4일)
《복수가 돌아왔다》 (2018년 12월 10일 ~ 2019년 2월 4일)

## 같이 보기
- 대한민국의 텔레비전 드라마 목록/ㄸ
- 2018년 대한민국의 텔레비전 드라마 목록